# Edward Harrison (administrateur)
Edward Harrison (3 décembre 1674 - 28 novembre 1732) est un officier de marine et un dirigeant de la Compagnie britannique des Indes orientales et un homme politique britannique qui siège à la Chambre des communes de 1717 à 1726. Il exerce les fonctions de gouverneur de Madras du 11 juillet 1711 au 8 janvier 1717.

## Jeunesse
Edward Harrison est né en Angleterre de Richard Harrison et Audrey Villiers, fille de George Villiers, 4e vicomte Grandison. Il se rend en Inde à titre de commissaire et devient capitaine de navires faisant commerce avec la Chine. Il est capitaine des Indes orientales pour les Gosfright en 1701 et des Kent en 1709. Quelque temps avant 1708, il épouse Frances Bray, fille de Reginald Bray de Great Barrington, Gloucestershire. Ses frères Edmund et William Bray sont députés.

## Gouverneur de Madras
Harrison est nommé gouverneur et commandant en chef de la présidence de Madras en 1711. Durant son mandat, il entreprend une reconstruction majeure de la colonie. Il a à faire face à plusieurs incidents, notamment une rébellion mineure. La Compagnie des Indes orientales lui a remis une épée d'honneur.

### Guerre avec Gingee
Depuis son occupation par les Moghols en 1698, Gingee est gouverné par Swaroop Singh, qui est en réalité le gouverneur Rajput de la province, qui a déclaré son indépendance et assumé le titre de Raja. Les Anglais de Fort St David omettent fréquemment de payer leurs loyers au Raja. À une de ces occasions, lorsque Swaroops Singh ne perçoit aucun loyer pour les villages, il répond en capturant deux officiers anglais de Fort Saint-David et les emprisonnant. Les choses se sont arrêtées en février 1711, lorsque des hostilités ouvertes éclatent entre le royaume de Gingee et la colonie britannique à Fort St David. Trois officiers musulmans au service de Gingee et un officier de la Compagnie britannique des Indes orientales sont tués dans les hostilités qui suivent. Harrison envoie Richard Raworth, membre du conseil de Fort St George, ainsi que trois navires sur le lieu de l’action pour régler la question.
Raworth arrive à Fort St David avec trois navires alors que Fort St David est bloqué par Swaroop Singh depuis la terre. Les troupes de Raworth se heurtent à un contingent de 400 cavaliers et 1 000 pieds commandés par Mahobat Khan le 11 août 1711 et réussissent à peine à tenir leur position. Cependant, deux officiers supérieurs de l'armée, le capitaine Coventry et l'enseigne Somerville, sont tués, ainsi que 140 à 150 hommes de l'armée de la compagnie. Edward Harrison tente de convaincre le Nawab de Carnatic de venir au secours de la compagnie, mais échoue. En attendant, Richard Raworth est nommé gouverneur adjoint à Fort St David. Dès son entrée en fonction, Raworth négocie des conditions de paix avec le Raja de Gingee. Le Raja réclame une indemnité de guerre de 16 000 pagodes en échange de laquelle il promet de céder trois villages dont les noms sont mentionnés comme Trevandrun, Padre Copang et Coronuttum. Cependant, alors même que l'affaire est en négociation, les hostilités éclatent une fois de plus lorsque les troupes de la Compagnie attaquent les forces de Gingee à Crimambakkam le 25 janvier 1712.
La guerre prend toutefois fin en avril 1712 grâce à la médiation de Guillaume-André Hébert, gouverneur français de Pondichéry. Swaroop Singh accepte un règlement moyennant le versement d'une indemnité de guerre de 12 000 pagodes. 
Le 15 novembre 1714, Gingee tombe aux mains des forces du Carnatic, mettant fin à la domination de Rajput.

### Service postal
À l'époque d'Edward Harrison, un service postal est établi entre les usines de Madras et de Calcutta. C'est le premier système postal mis en place par la Compagnie britannique des Indes orientales en Inde. Le courrier est transporté par des coureurs ou des peons Tappy qui se rendent jusqu'à Gandjam où ils échangent des courriers avec des coureurs de Calcutta.

### Église arménienne
L'église arménienne est construite dans la rue arménienne en 1712 pour répondre aux besoins religieux de la puissante communauté arménienne de Madras.

### La rébellion de Richard Raworth
En octobre 1713, Richard Raworth, sous-gouverneur de Fort St David, entre en rébellion et remet en cause son allégeance à Fort St George. Harrison envoie immédiatement une petite force commandée par Henry Davenport pour envahir Fort St David et chasser Raworth. Henry Davenport est nommé gouverneur provisoire de Fort St David le 10 octobre 1713.
La force atteint Fort St David le 18 octobre 1713 après avoir traversé Mangadu, Pondichéry et Cuddalore. Condapah Choultry est prise et un ultimatum puissant est lancé à Raworth. Assiégé et affamé faute de provisions, Raworth finit par accepter un règlement le 10 décembre 1713. Grâce à la médiation des Français de Pondichéry, Raworth est finalement gracié et autorisé à demander l'asile en France.

### Troubles des caste à Madras
À la fin de 1716, des troubles de castes éclatent dans la ville de Madras, ce qui affect considérablement la vie et le commerce dans la ville. Ces troubles commencent lorsqu'un homme appartenant à la caste Komati, considérée comme une caste de droitiers, aurait adoré l'idole d'un dieu fabriqué par les Chetties, qui forment une caste de gauchers. Le problème est résolu en quelques jours, mais les tensions persistent et les hostilités reprennent à la moindre excuse. Les guerres de castes continuelles obligent les peintres de Triplicane à quitter les lieux. Le différend restant non résolu et continuant de menacer le fonctionnement de la ville de Madras, Harrison est rappelé et remplacé par Joseph Collett.

## Carrière politique

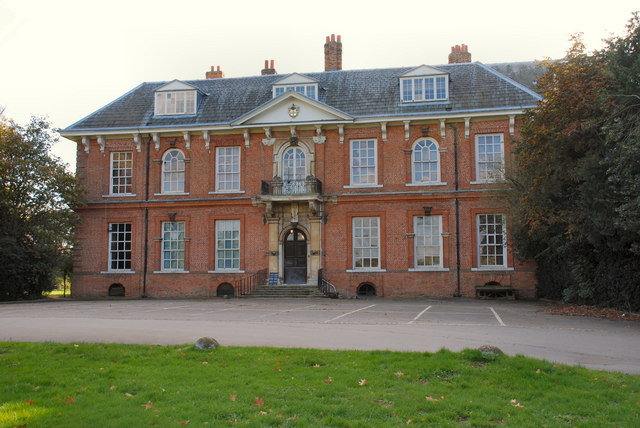
Balls Park

À son retour en Angleterre, Harrison est élu député de Weymouth et de Melcombe Regis lors d'une élection partielle le 2 mars 1717. Il devient administrateur de la Compagnie des Indes orientales en 1718 et le reste jusqu'en 1731. Aux élections générales de 1722, il change de siège dans sa région d'origine, Hertford, et est élu en tête du scrutin pour Hertford. Il est vice-président de la Compagnie des Indes orientales en 1723. En 1726, son père est décédé et il hérite de Balls Park. Il quitte son siège à Hertford en faveur de son frère George le 10 août 1726, alors qu'il est nommé ministre des Postes. Il est vice-président de l'EIC en 1728, président en 1729 et député à nouveau en 1731.
Harrison est décédé le 28 novembre 1732. Par son mariage avec Frances Bray, il a un fils et trois filles, dont l'une, Audrey Ethelreda Harrison (en), épouse Charles Townshend (3e vicomte Townshend) en 1723.